# Aphelaria deflectens
Aphelaria deflectens är en svampart som först beskrevs av Giacopo Bresàdola, och fick sitt nu gällande namn av Corner 1950. Aphelaria deflectens ingår i släktet Aphelaria och familjen Aphelariaceae.   Inga underarter finns listade i Catalogue of Life.